# 강민주 (1992년생 가수)
강민주(1992년 12월 22일 ~ )는 대한민국의 가수로 걸 그룹 칠학년일반의 멤버이다.

## 학력
- 신구대학교 전문학사 (졸업)